# Bomet
Bomet är en stad, och administrativ huvudort i distriktet Bomet i provinsen Rift Valley i Kenya. År 1999 hade staden 42 024 invånare, men 2009 hade siffran växt till hela 110 963 invånare.